# Megetra
Megetra is een geslacht van kevers uit de familie oliekevers (Meloidae).
Het geslacht is voor het eerst wetenschappelijk beschreven in 1859 door LeConte in Thomson.

## Soorten
Het geslacht omvat de volgende soorten:
- Megetra cancellatus (Brandt & Erichson, 1832)
- Megetra punctata Selander, 1965
- Megetra vittatus (LeConte, 1853)